# لیژرتاون (نیوجرسی)
لیژرتاون (به انگلیسی: Leisuretowne) یک منطقهٔ مسکونی در ایالات متحده آمریکا است که در ساوت‌همپتن، نیوجرسی واقع شده‌است. لیژرتاون ۵٫۲۹۱ کیلومتر مربع مساحت و ۳٬۵۸۲ نفر جمعیت دارد و ۱۴ متر بالاتر از سطح دریا واقع شده‌است.